# Monsampietro
Monsampietro è una frazione del comune di Venarotta, in Provincia di Ascoli Piceno, nelle Marche. Fa parte della Comunità montana del Tronto. Il territorio fa anche parte della Diocesi di Ascoli Piceno.

## Geografia fisica
L'abitato del paese di Monsampietro sorge ad una quota di 520 m s.l.m. nella zona collinare del territorio nord-ovest della catena appenninica del comprensorio ascolano, ed è situato sulla cresta collinare tra il torrente Chiaro e il Fosso dell'Erba.
Posto a 6 km a nord di Venarotta e 16 km a nord-ovest di Ascoli Piceno, confina a nord con Montemoro (fraz. di Force) e Castel di Croce (frazione di Rotella), ad est con Casalena (fraz. di Ascoli Piceno), a sud con Cerreto e ad ovest con Portella; le ultime due località sono anch'esse frazioni di Venarotta. Il confine a sud e ad ovest, naturale, è costituito dal torrente Chiaro (più a valle affluente del fiume Tronto), quello ad est, anch'esso naturale, è costituito dal Fosso dell'Erba, affluente del Chiaro.
Il panorama comprende più a est il caratteristico profilo a dente di sega del Monte Ascensione accompagnato dai sottostanti calanchi, a sud la Montagna dei Fiori (a seguire, il Parco Nazionale del Gran Sasso e Monti della Laga) e ad ovest il Monte Vettore (m. 2.476, all'interno del Parco Nazionale dei Monti Sibillini). Conta appena 21 abitanti.

## Storia
Non si hanno notizie certe circa la sua origine, sembra però che la parrocchia di San Pietro Apostolo in Monsampietro sia stata fondata da monaci dell'Abbazia di Farfa, religiosi che, al tempo, erano presenti nella Valle del Tronto e del Tenna); ciò collocherebbe la sua origine a prima dell'anno mille. 
Dalla relazione della visita pastorale del vescovo ascolano Nicolò Aragona, avvenuta tra il 1580 ed il 1581, si apprende che nel paese era già stata istituita la Confraternita del Corpus Domini.
Una nota su Monsampietro è riscontrabile nel "Compendio di storia ascolana" (Emidio Luzi - Arnaldo Forni Editore, 1980) nel quale si afferma che Monsampietro, nel 1296, passò sotto il dominio di Ascoli con una popolazione di 800 anime, concentrate nelle ville di Tribio, Cardoni e Ferrani.
A Monsampietro rimane visibile l'antica cinta muraria del castello, a testimonianza di antiche necessità difensive dell'abitato. Il paese successivamente si è sviluppato anche al di fuori delle mura, seguendo l'andamento della strada di crinale.

## Monumenti e luoghi di interesse
Oltre agli antichi edifici di interesse storico all'interno delle già citate mura sono di particolare interesse le varie chiese poste nel paese:
- La chiesa dei Santi Pietro e Paolo Vecchia[5], ormai ridotta in rovina, situata nella parte più vecchia del paese, è un'importante testimonianza del periodo farfense di Monsampietro.
- La chiesa dei Santi Pietro e Paolo Nuova[6], di recente costruzione.
- La chiesa di San Giacomo[7], situata nel mezzo del borgo.
- La piccola chiesa della Cona[8], situata nella parte settentrionale del paese.

Inoltre nel borgo sono presenti importanti edifici cinquecenteschi di interesse storico e artistico come il Palazzo Tondi che presenta suggestive decorazioni.